# Absolute POLYSICS
『Absolute POLYSICS』（アブソリュート・ポリシックス）は、日本のロックバンド、POLYSICSのアルバム。
2009年9月16日、キューンレコードよりリリース。

## 概要
- 前作より約1年5ヶ月ぶりのアルバム。ハヤシ曰く「誰が聴いても『POLYSICSの新しいアルバムだ!』とわかるものを作ろうと思った」[1]。

- 本作は初回生産限定盤と通常盤の2形態でリリース。初回盤は「Shout Aloud!」「Young OH! OH!」のPV、そして業界初、1曲がまるまるできあがるまでのドキュメント映像「ノーカット・ノンストップ収録! POLYSICSのレコーディング全貌6時間!」を収録。そのためDVDの収録内容は6時間にも及ぶ充実した内容となっている。

## 収録曲
1. P! (1:16)
（作曲：Hiroyuki Hayashi　編曲：POLYSICS）
アルバムのオープニングを飾るインストナンバー。曲自体は、本作発表より以前にライブにて披露されていた。ライブ映像は「KARATE HOUSE」の初回盤DVDや、ライブアルバム「We ate the show!!」に収録されている。スタジオ音源は初CD化。
2. Shout Aloud! (2:54)
（作詞・作曲：Hiroyuki Hayashi　編曲：POLYSICS, Shigekazu Aida）
11thシングル曲。
3. Young OH! OH! (2:41)
（作詞・作曲：Hiroyuki Hayashi　編曲：POLYSICS, Hajime Okano）
12thシングル曲。
4. 催眠術でGO (2:22)
（作詞・作曲：Hiroyuki Hayashi　編曲：POLYSICS）
5. Time Out (1:14)
（作曲：Hiroyuki Hayashi　編曲：POLYSICS）
6. Bero Bero (2:26)
（作詞・作曲：Hiroyuki Hayashi　編曲：POLYSICS）
7. Cleaning (3:01)
（作詞・作曲：Fumi　編曲：POLYSICS）
8. E.L.T.C.C.T. (3:19)
（作詞：Fumi　作曲：Hiroyuki Hayashi　編曲：POLYSICS）
9. First Aid (2:37)
（作詞：Hiroyuki Hayashi　作曲：Hiroyuki Hayashi&Fumi　編曲：POLYSICS, Hajime Okano）
10. Fire Bison (3:25)
（作詞・作曲：Hiroyuki Hayashi　編曲：POLYSICS）
11. Eye Contact (2:56)
（作詞・作曲：Hiroyuki Hayashi　編曲：POLYSICS）
12. Beat Flash (2:40)
（作詞・作曲：Hiroyuki Hayashi　編曲：POLYSICS, Shigekazu Aida）
11thシングル曲。
13. Speed Up (2:34)
（作詞：Hiroyuki Hayashi　作曲：Fumi&Hiroyuki Hayashi　編曲：POLYSICS, Hajime Okano）
14. Wasabi (2:21)
（作詞・作曲：Hiroyuki Hayashi　編曲：POLYSICS）

## 初回特典DVD
- Shout Aloud! (MUSIC CLIP)
- Young OH! OH! (MUSIC CLIP)
- ノーカット・ノンストップ収録! POLYSICSのレコーディング全貌6時間!
  - ここで制作された「夏 Bam Bam」は次作ベストアルバム『BESTOISU!!!!』の初回特典CDにてCD化された。